# Новосокулакский сельсовет
Новосокулакский сельсовет — сельское поселение в Саракташском районе Оренбургской области Российской Федерации.
Административный центр — село Новосокулак.

## История
Статус и границы сельского поселения установлены Законом Оренбургской области от 2 сентября 2004 года № 1424/211-III-ОЗ «О наделении муниципальных образований Оренбургской области статусом муниципального района, городского округа, городского поселения, установлении и изменении границ муниципальных образований»

## Население
| 2010 | 2012 | 2013 | 2014 | 2015 | 2016 | 2017 |
| ---- | ---- | ---- | ---- | ---- | ---- | ---- |
| 595  | ↘593 | ↘584 | ↘570 | ↗571 | ↘555 | ↘548 |
| 2018 | 2019 | 2020 | 2021 |      |      |      |
| ↘547 | ↘527 | ↘515 | ↘507 |      |      |      |

## Состав сельского поселения
| № | Населённый пункт | Тип населённого пункта       | Население |
| - | ---------------- | ---------------------------- | --------- |
| 1 | Ислаевка         | деревня                      | 32        |
| 2 | Новосокулак      | село, административный центр | 563       |